# Arkadi Marasch
Arkadi Marasch (* 26. September 1958 in Leningrad, Russische SFSR, Sowjetunion) ist ein russischer Violinist und Dirigent. Seit 1991 ist er erster Konzertmeister des  Orchesters des Opernhauses Halle bzw. der Staatskapelle Halle sowie Leiter des collegium instrumentale halle.

## Leben
Arkadi Marasch wurde 1958 in Leningrad, dem heutigen Sankt Petersburg, geboren und erhielt seit seinem fünften Lebensjahr Violinunterricht. Er besuchte die Spezialmusikschule des Konservatoriums seiner Heimatstadt und war noch zu DDR-Zeiten 1974 anlässlich eines Schüleraustausches mit der heutigen Latina zum ersten Mal in Halle/Saale. Von 1976 bis 1981 studierte er Violine bei Viktor Libermann und Boris Gutnikow am Leningrader Konservatorium. 1983 wurde er Lehrbeauftragter und Aspirant ebendort. Marasch war von 1981 bis 1989 Mitglied des Orchesters des Kirow-Theaters, danach spielte er ab 1989 in der Leningrader Philharmonie u. a. unter Juri Temirkanow. Ab 1987 war zwei Jahre lang Konzertmeister des Kammerorchesters Leningrader Solisten.
Anfang 1991 vermittelte ihn ein befreundeter Klavierprofessor aus Dresden nach Halle. Nach einem Probespiel im Frühjahr 1991 wurde er erster Konzertmeister des Orchesters des Opernhauses Halle. Nach der Orchesterfusion 2006 bekleidete er selbige Position bei der Staatskapelle Halle. Wiederholt trat er mit dem Orchester auch als Dirigent in Erscheinung, etwa im Rahmen der Händel-Festspiele mit dem durch Ralf Rossa und Gudrun Trekel choreografierten Ballett Aqua Dance. Außerdem wurde er 1991 Leiter des collegium instrumentale halle. Konzertreisen als Solist führten ihn durch Europa. Er spielte u. a. unter den Dirigenten Andrei Boreiko, Roger Epple, Georg Fritzsch und Klaus Weise. Kammermusikalisch arbeitete er u. a. mit Ramón Jaffé, Mara Mednik, Gustav Rivinius und Ragna Schirmer zusammen. Er hat eine Vorliebe für die Werke Béla Bartóks und Dmitri Schostakowitsch.
Marasch ist Vater zweier Kinder. Seit dem Zerfall der Sowjetunion lebt er in Halle (Saale).

## Auszeichnungen
- 1981 Sieger beim Allunionswettbewerb[2]
- 1988 Ehrendiplom beim Concours International de Violon Alberto Curci in Neapel[2]
- 1996 Zweiter Preis beim 6. Internationalen Orchestermusikerwettbewerb in Gernsbach[5]
- 2013 Verleihung des Ehrentitels Kammervirtuosen durch den Oberbürgermeister der Stadt Halle Bernd Wiegand[1]

## Diskografie (Auswahl)
- Béla Bartók: Rumänische Volkstänze (DDD-Classics, 1998)
- Dmitri Schostakowitsch: Klaviertrio Nr. 2 / Aus Jüdischer Volkspoesie (Label Harp, 2002)